# Roda (Nünchritz)
Roda ist ein Ortsteil der Gemeinde Nünchritz im Landkreis Meißen in Sachsen.

## Geschichte
Für Roda, westlich von Großenhain gelegen, wurde erstmals 1365 ein Rittersitz und 1474 ein Vorwerk erwähnt.
Der Name des Ortes deutet darauf hin, dass Roda auf einer gerodeten Fläche entstand.
Im Jahr 1551 war der Ort anteilig Prokuraturamtsdorf und gehörte zum Rittergut Glaubitz. Seine Herrschaft übte seit 1696 Erb- und Obergerichtsbarkeit aus. Zugleich gehörte der Ort anteilig zum Rittergut Roda und war Prokuraturamtsdorf. Nachweislich zählte Roda 1378 zum castrum Großenhain und 1547 zum Amt Großenhain. Seit 1590 wurde es als anteilig zu den Prokuraturämtern Großenhain und Meißen gehörig ausgewiesen. Im Jahr 1843 lag es im Zuständigkeitsbereich des Amtes Großenhain. Seit 1856 unterstand es dem Gerichtsamt Großenhain und ab 1875 der Amtshauptmannschaft Großenhain. Der Besitz gehörte ursprünglich zum Kloster in Großenhain. Nach der Reformation besaß einige Zeit die Familie von Pflugk das Vorwerk. Zu Beginn des 19. Jahrhunderts war das Rittergut im Besitz der Familie von Odeleben. Anschließend besaß es die Familie Seyferth. Im Jahr 1828 war ein Herr Scholz Herr auf Roda. Um 1860 war es im Besitz der Familie von Palm und gehörte ab 1890 Herrn Kroeber, der es 1932 verkaufte. Danach wurde ein Arbeitsdienstlager eingerichtet, das später vom Reichsarbeitsdienst übernommen wurde. Der letzte Besitzer vor dem Zweiten Weltkrieg war Otto Gröschel. Die Initialen O.G. über einer Tür des Wohnhauses weisen noch darauf hin. Nach dem Zweiten Weltkrieg wird das Vorwerk von einem Verein genutzt. Seit 1539 ist Roda nach Wildenhain gepfarrt und gehört seit 1939 zur Kirchgemeinde Wildenhain-Walda. Seit 1827 gingen die Rodaer Schüler nach Zschaiten in die Schule. Seit der Schließung der Schule 1978/79 werden die Schüler nach Nünchritz eingeschult. Am 1. Juli 1950 wurde Roda nach Zschaiten eingemeindet. Seit dem 1. Juli 1973 gehört Roda zu Nünchritz.

### Bevölkerungsentwicklung
| Jahr | Einwohner                      |
| ---- | ------------------------------ |
| 1551 | 14 besessene Mann, 23 Inwohner |
| 1764 | 19 besessene Mann, 1 Häusler   |
| 1834 | 159                            |
| 1910 | 203                            |
| 1925 | 238                            |
| 1946 | 284                            |
| 2011 | 139                            |
| 2018 | 142                            |

### Entwicklung des Ortsnamens
- 1378: Radow, Rodow[3]
- 1406: Radow
- 1408: Radaw
- 1506: Rade
- 1540: Rodawe
- 1554: Roda
- 1875: Roda b. Großenhain

## Gedenkstätten
Das Denkmal auf dem Rodaer Friedhof trägt die Inschrift: 1. Weltkrieg: Es starben den Heldentod im Weltkriege 1914–1918 [Namen] Gewidmet von der dankbaren Gemeinde.
An den Fuß des Denkmals ist eine weitere Platte gelehnt, die die Namen der im Zweiten Weltkrieg Gefallenen enthält.

## Verkehr
Die Bundesstraße 98 tangiert Roda. Über drei Buslinien ist von Roda aus in Riesa, Nünchritz und Großenhain das Eisenbahnnetz erreichbar.

## Persönlichkeiten
- Christian Pötzsch (1926–2001), Sänger, Intendant der Landesbühnen Sachsen[6]
- Reiner Kießler (* 1951), deutscher Kanutrainer